# (55770) 1992 OW
(55770) 1992 OW là một tiểu hành tinh vành đai chính. Nó được phát hiện bởi Robert H. McNaught ở Đài thiên văn Siding Spring ở Coonabarabran, New South Wales, Australia, ngày 28 tháng 7 năm 1992.